# Politica di buon vicinato

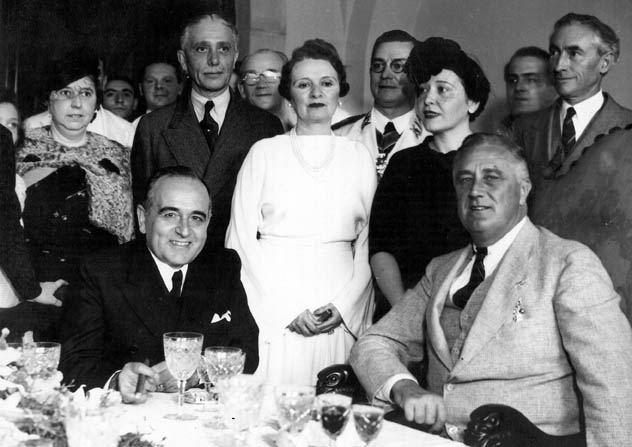
Il presidente brasiliano Getúlio Vargas (a sinistra) e il presidente statunitense Franklin D. Roosevelt (a destra) nel 1936

La politica di buon vicinato o politica del buon vicinato (Good Neighbour policy) fu la linea programmatica e direttiva di politica estera adottata dall'amministrazione del presidente americano Franklin Delano Roosevelt nei confronti dell'America Latina. Sebbene la politica sia stata implementata da Roosevelt, già il presidente Woodrow Wilson aveva usato tale termine in relazione al rapporto degli Stati Uniti dopo la rivoluzione messicana e l'espressione "buon vicino" venne coniata dal senatore Henry Clay nell'Ottocento.
Il principio fondamentale di questa politica era il non-interventismo e la non interferenza statunitense negli affari interni dell'America Latina. Essa serviva anche per rinforzare l'idea che gli Stati Uniti fossero un buon vicino, così da poter intraprendere accordi di mutuo vantaggio coi paesi dell'America del Sud. Il fine ultimo della politica era quello di generare vantaggi economici e di espandere l'influenza degli Stati Uniti sull'America meridionale; a ogni modo molti governi locali si dimostrarono ben poco convinti dall'iniziativa.

## Antefatti
Da quando la Dottrina Monroe era stata promulgata nel 1823 gli Stati Uniti si erano riservati il diritto di esercitare liberamente la loro influenza in America Latina, giustificando anche il ricorso a un forte interventismo militare per tutelare i propri interessi politici ed economici nella regione. Nel secolo seguente questa politica venne applicata, espansa e riaffermata varie volte. Tra la fine del XIX e l'inizio del XX secolo gli Stati Uniti - nell'ambito delle cosiddette guerre della banana - invasero militarmente vari stati del Centro e Sud America come Messico, Cuba, Haiti, Panama, Repubblica Dominicana e Nicaragua.
Theodore Roosevelt si fece promotore della politica del grosso bastone e del Corollario Roosevelt nel 1904. Quando infatti gli Stati Uniti incominciarono a immaginare che i loro debiti non sarebbero stati prontamente ripagati dai governi sudamericani, con la conseguente minaccia per gli affari dei propri cittadini o la negazione di risorse naturali, la soluzione o la minaccia di un intervento militare venne spesso adottata come mezzo per costringere i governi locali a stare agli accordi. Questo fece crescere ulteriormente le ostilità tra i paesi sudamericani e gli Stati Uniti. Questa linea politica si mantenne sostanzialmente inalterata fino alla prima guerra mondiale e al principio wilsoniano che legittimava l'uso della forza militare per esportare la democrazia statunitense nei paesi retti da regimi totalitari.

## Attuazione e ripercussioni

### Politica
Nello sforzo di denunciare il passato interventismo statunitense nella regione e riallacciare i rapporti diplomatici con l'America latina, Roosevelt annunciò il 4 marzo 1933, durante il suo discorso inaugurale: "Nel campo della politica estera, dedicherò questa nazione alla politica del buon vicinato, dove il vicino viene rispettato perché egli stesso ha rispetto per sé, rispetto per gli altri, rispetto per gli obblighi e per la sacralità dei suoi accordi e di quelli presi coi vicini." Per creare relazioni amichevoli tra gli Stati Uniti e i paesi dell'America centrale e meridionale, Roosevelt ritirò le forze militari nella regione. Cordell Hull, segretario di stato di Roosevelt, espresse formalmente la volontà degli Stati Uniti di rinunciare a ingerenze interne unilaterali nelle questioni interne dei Paesi sudamericani durante la conferenza degli stati americani tenutasi a Montevideo nel dicembre 1933. Hull dichiarò in quell'occasione: "Nessun paese ha il diritto di intervenire negli affari interni di un altro." Roosevelt stesso poi confermò tale politica nel dicembre di quell'anno: "La politica definita degli Stati Uniti per ora è quella di opporsi a un intervento armato".
La politica del buon vicinato condusse al termine dell'occupazione del Nicaragua nel 1933, dell'occupazione di Haiti nel 1934, e all'annullamento dell'Emendamento Platt del Trattato delle Relazioni con Cuba nel 1934. Nel 1936 fu abolito il diritto d'intervento statunitense su Panama, ponendo definitivamente termine al loro protettorato sulla regione. Nel 1938 gli USA restarono neutrali davanti alla decisione del presidente messicano Lázaro Cárdenas del Río di nazionalizzare il settore petrolifero.
La linea politica portò a risultati contrastanti. Da una parte per ostacolare la strategia degli Stati Uniti, negli anni prima del 1940, alcuni governanti sudamericani simpatizzarono e adottarono politiche simil-fasciste.. D'altronde dalla fine della seconda guerra mondiale, l'America Latina, secondo gli storici, era vista come una delle aree del mondo che vantava una maggiore adesione alla politica estera degli Stati Uniti.

### Economia

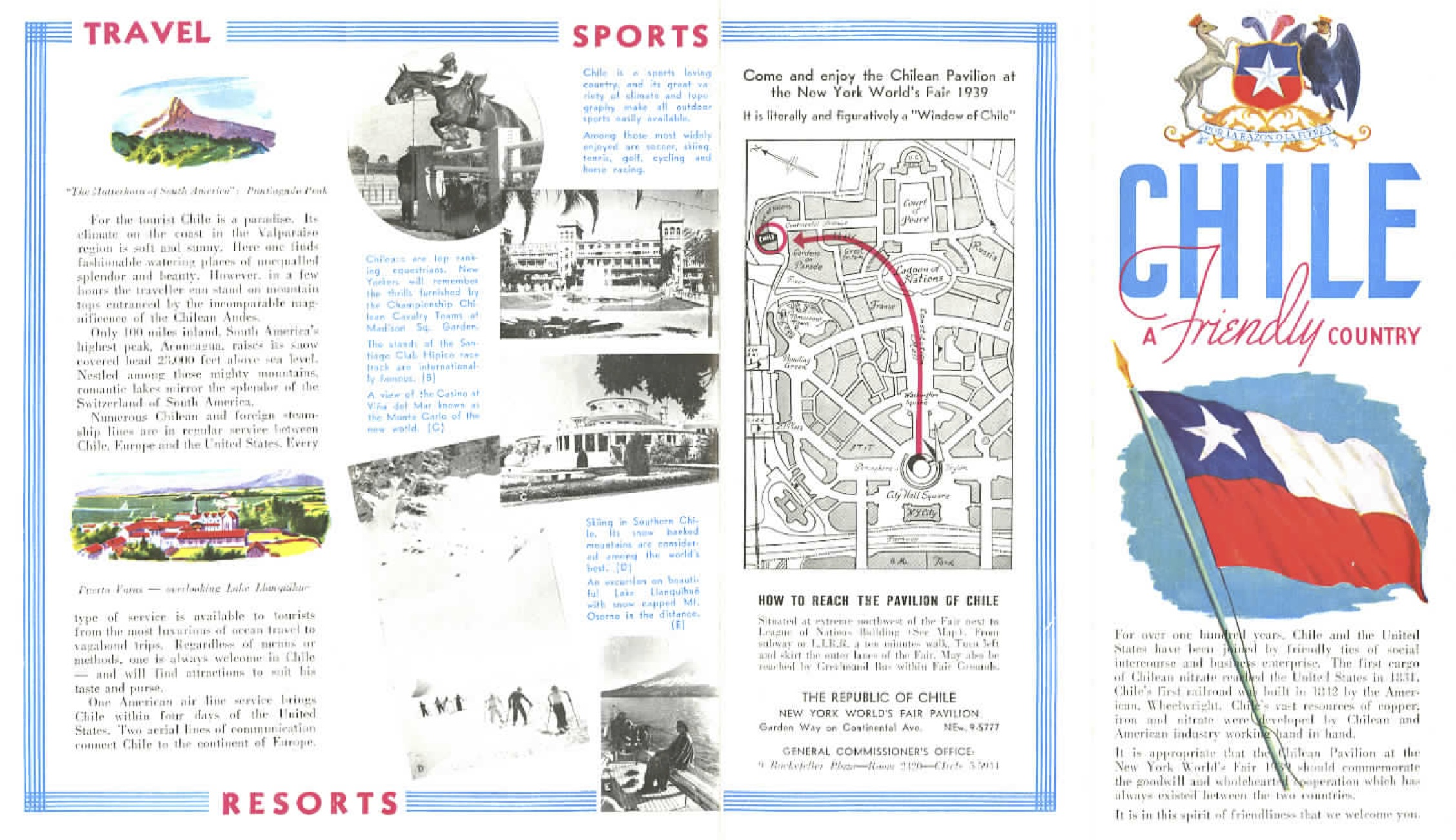
Una brochure che descrive il Cile come un "paradiso turistico" alla fiera mondiale del 1939.

La politica di buon vicinato ebbe finalità prettamente economiche, ovvero favorire la ripresa degli Stati Uniti dopo la Grande depressione, aprire i mercati sudamericani a investimenti e prodotti statunitensi, e garantire la fornitura di materie prime alle loro industrie. L'attuazione di questa nuova strategia di relazione con l'America Latina rappresentò la vittoria di quella corrente politica del governo americano che sosteneva il libero scambio quale soluzione ideale per la ripresa economica degli Stati Uniti nello scacchiere internazionale. La politica di Roosevelt era costituita ufficialmente dagli investimenti in capitale fisso, e dal passaggio di tecnologia americana verso i Paesi dell'America Latina.
La United States Maritime Commission si concentrò sulle compagnie di navigazione Moore-McCormack per operare una politica di buon vicinato Si aprirono quindi nuove rotte tra il porto di New York e quelli di Buenos Aires, Rio de Janeiro, Santos e Montevideo.
La Fiera mondiale di New York del 1939 fu uno dei luoghi migliori dove venne promossa la politica del buon vicinato in relazione tra gli Stati Uniti d'America e l'America Latina. Svoltasi all'indomani della crescente minaccia nazista alla pace del globo, la fiera mondiale era un tentativo di sfuggire alla prospettiva della guerra e promuovere la pace e l'interdipendenza tra le nazioni. La fiera ospitò 60 nazioni con molti stand dell'America Latina: Argentina, Brasile, Cile, Venezuela, Cuba, Messico, Nicaragua e Unione panamericana vennero tutte rappresentate alla fiera. Ciascuna nazione ebbe la possibilità di mostrare i propri prodotti nonché le proprie attrattive a tutto il mondo, e in particolare agli Stati Uniti, incoraggiando i rapporti e i commerci tra le due regioni.

### Cultura e propaganda

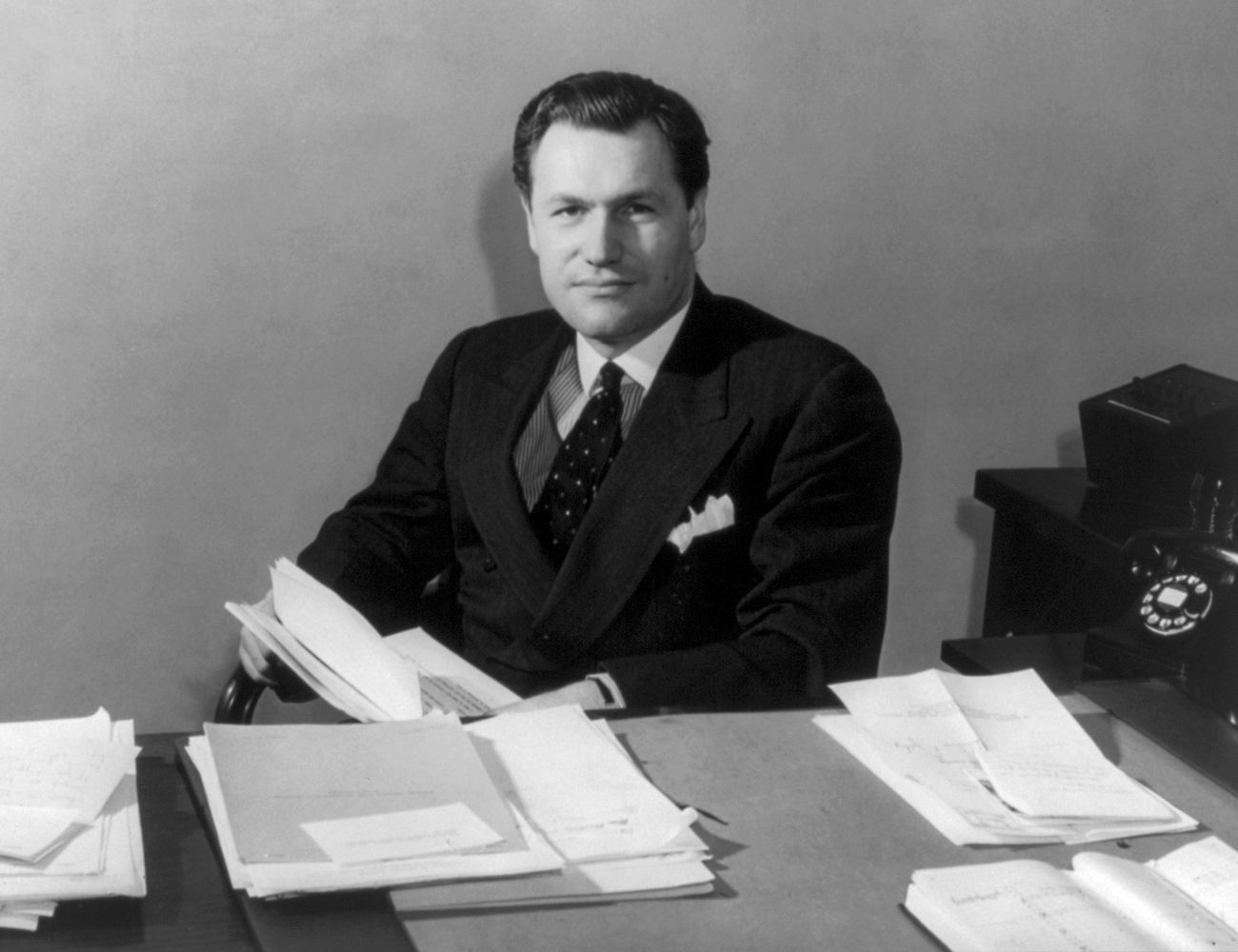
Nelson Rockefeller, coordinatore degli affari interni americani (1940).

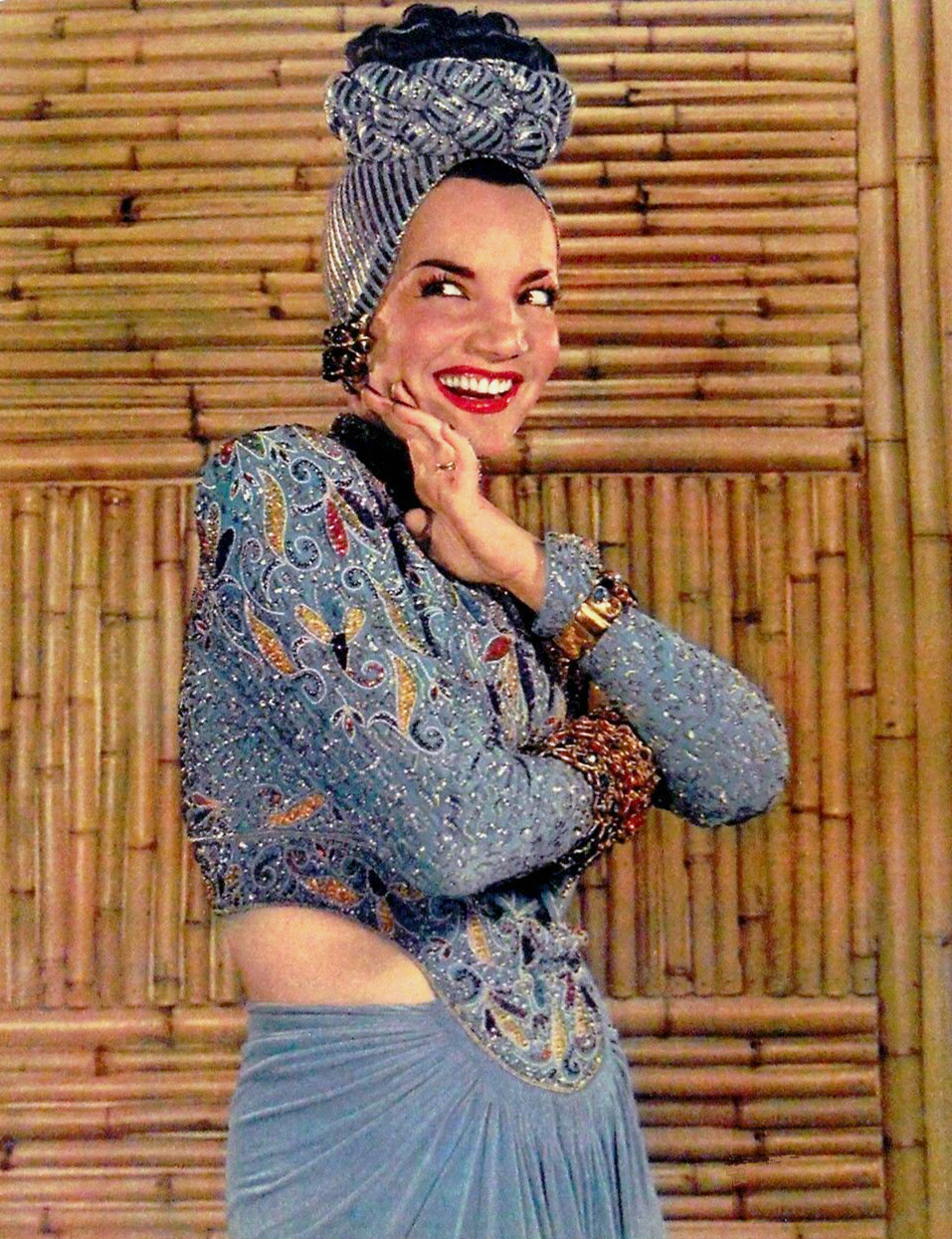
Carmen Miranda divenne una delle muse della politica del buon vicinato.

A completamento degli accordi politici, diplomatici ed economici, il governo statunitense diede avvio a una serie di iniziative culturali intrise di promozione ideologica tese al riavvicinamento culturale tra gli USA e l'America Latina.
Per raggiungere gli obiettivi prefissatisi con questa politica, Roosevelt creò l'Ufficio del Coordinatore degli affari inter-americani (Office of the Coordinator of Inter-American Affairs, OCIAA) nell'agosto 1940 e nominò Nelson Rockefeller a capo di questa organizzazione. L'OCIAA era essenzialmente uno strumento di propaganda utilizzato dagli Stati Uniti per ridefinire la società latinoamericana e la sua percezione negli Stati Uniti. Una divisione dell'OCIAA, la Motion Picture Division, capeggiata John Hay Whitney, aveva lo scopo di abolire tutti i precedenti stereotipi creatisi sui latinoamericani. Whitney era convinto che "il potere dei film di Hollywood avrebbe potuto esercitare una campagna per vincere il cuore e le menti dei latinoamericani e convincerli dei benefici del panamericanismo".
Per raggiungere tale scopo, Whitney incominciò a richiedere agli studi cinematografici di scritturare attori e attrici latinoamericane per produrre film che mettessero in luce più favorevole l'America Latina, come pure di ritirare dal commercio quei film che perpetuavano gli stereotipi negativi. Storicamente, i latinoamericani erano rappresentati come pigri e sospettosi. Una delle star cinematografiche che emersero in questa politica fu Carmen Miranda, la cui immagine venne ampiamente sfruttata per promuovere relazioni positive nell'emisfero, in particolare con il film Banana split che esplicitamente era rivolto alla promozione della politica di buon vicinato.
Allo stesso modo, nel 1941 Edmund Chester alla CBS Radio collaborò con l'OCIAA per creare la rete radio La Cadena de las Américas ("Rete delle Americhe") per trasmettere notizie e programmi culturali che riflettevano la politica del buon vicinato di Roosevelt e il panamericanismo in tutta l'America latina durante la seconda guerra mondiale. Come giornalista professionista, Chester insistette sulla presentazione di una programmazione accurata delle notizie e di programmi culturali che dissipassero lo stereotipo negativo degli americani che si affannavano come automi in una macchina industriale nazionale.
Anche l'impatto culturale di programmi lanciati dalla CBS Radio come Viva América e Hello Americans o film della Walt Disney come Saludos Amigos (1942) e I tre caballeros (1944) vennero prodotti sulla scia di questa politica. Risale ad esempio a tale contesto la nascita del personaggio Disney José Carioca.

## Eredità
L'era della politica del buon vicinato si concluse con la guerra fredda nel 1945 quando gli Stati Uniti incominciarono a impegnarsi seriamente per proteggere l'emisfero occidentale dall'influenza sovietica. I frequenti conflitti con i principi fondamentali di non-interventismo della politica del buon vicinato portarono gli Stati Uniti effettivamente a interferire con la politica interna dell'America Latina. Sino alla fine della Guerra Fredda gli Stati Uniti attaccarono direttamente o indirettamente tutti i movimenti socialisti o nazionalisti (o supposti tali) nella speranza di porre un freno all'espansione sovietica.
Gli interventi americani in quest'epoca includono ad esempio la destituzione del presidente del Guatemala, Jacobo Árbenz Guzmán, nel 1954, in accordo con la CIA, come pure l'Invasione della baia dei Porci a Cuba nel 1961, la sovversione contro il presidente cileno Salvador Allende nel 1970-73, l'Operazione Charly in America Centrale, l'Operazione Condor in Sud America e le sovversioni della CIA contro il governo sandinista del Nicaragua dal 1981 al 1990.
Dopo la seconda guerra mondiale, l'Organizzazione degli Stati Americani venne a fondarsi nel 1949. A ogni modo gli Stati Uniti incominciarono a focalizzarsi sugli sforzi della ricostruzione in Europa e in Giappone. Questi sforzi misero in secondo piano i paesi dell'America Latina dal momento che gli investitori americani si erano ormai rivolti altrove. Alla fine degli anni '50, gli Stati Uniti rafforzarono le loro relazioni con l'America Latina lanciando la Banca di Sviluppo interamericana e poi l'Alleanza per il Progresso. A ogni modo, alla fine degli anni '60, come parte della Guerra fredda, il governo degli Stati Uniti decise di supportare i dittatori di estrema destra con l'Operazione Condor. Anche nel contesto della guerra alla droga, il governo statunitense collaborò coi governi locali attraverso il Plan Colombia e l'Iniziativa Mérida.